# NGC 551
NGC 551 je spirální galaxie s příčkou v souhvězdí Andromeda. Její zdánlivá jasnost je 12,7m a úhlová velikost 1,8′ × 0,8′. Je vzdálená 239 milionů světelných let, průměr má 125 000 světelných let. Galaxii objevil 21. září 1786 William Herschel.